# Raffaello da Montelupo

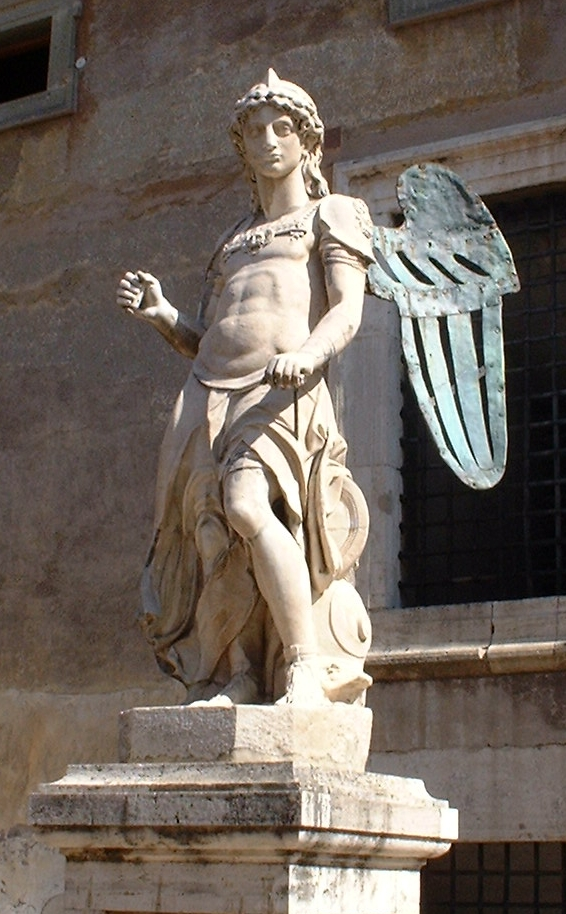
Posąg Archanioła Michała z Zamku Świętego Michała

Raffaello da Montelupo, właśc. Raffaele Sinibaldi (ur. 9 lipca 1504, zm. grudzień 1566 w Orvieto) – włoski rzeźbiarz i architekt tworzący w okresie odrodzenia, jeden z uczniów Michała Anioła Buonarottiego. Jego biografię, podobnie jak jego ojca, Baccia, opisał Giorgio Vasari w Żywotach słynnych rzeźbiarzy, malarzy i architektów.
Rafaello urodził się w Montelupo Fiorentino w pobliżu Florencji. Data jego urodzin nie jest dokładnie znana, jednak najczęściej podawany jest rok 1504 lub 1505. Jako młody artysta współpracował z Lorenzettim przy realizacji rzeźb przedstawiających proroków Eliasza i Jonasza przeznaczonych do kaplicy Chigi w rzymskim kościele Santa Maria Del Popolo. Przypisywane jest mu również autorstwo (ok. 1530) reliefu ukazującego mistyczne zaślubiny św. Katarzyny z Aleksandrii w kaplicy Santa Mari della Consolazione.
Następnie Raffaello przybył do Loreto, gdzie w 1534 roku prawdopodobnie wyrzeźbił Zwiastowanie i Pokłon Trzech Króli, według rysunków Andrei Sansovina. Zgodnie z przekazem Vasariego, wkrótce potem Raffaello pracował pod kierunkiem  Michała Anioła w Kaplicy Medyceuszów we florenckiej bazylice San Lorenzo, wykonując posąg świętego Kosmy. Przypisywana jest mu także rzeźba św. Damiana. Następnie razem z warsztatem Michała Anioła wykonał grób papieża Leona X w kościele Santa Maria sopra Minerva. Ponadto wyrzeźbił posąg świętego Michała Archanioła, który następnie ustawiono na szczycie Zamku Świętego Anioła nad Tybrem. Statuę tę w 1753 roku zastąpiono inną, wykonaną przez flamandzkiego rzeźbiarza Petera Antona von Verschaffelta, a figurę będącą dziełem Raffaella można dziś oglądać wewnątrz twierdzy.
Od papieża Pawła III otrzymał zlecenie na czternaście posągów aniołów zdobiących Most św. Anioła, łączący rione Ponte z rione Borgo (de facto dawne Pole Marsowe z Mauzoleum Hadriana). Klemens IX w 1669 roku nakazał ich usunięcie, zastępując rzeźbami wykonanymi przez Berniniego. Pod koniec swojego życia Rafaello da Montelupo wykonywał prace architektoniczne i rzeźbiarskie w katedrze w Orvieto.